# Шинцнах
Шинцнах (нім. Schinznach) — громада  в Швейцарії в кантоні Ааргау, округ Бругг.

## Географія
Громада розташована на відстані близько 80 км на північний схід від Берна, 10 км на північний схід від Аарау.
Шинцнах має площу 12,2 км², з яких на 12,2% дозволяється будівництво (житлове та будівництво доріг), 41,9% використовуються в сільськогосподарських цілях, 43,6% зайнято лісами, 2,4% не є продуктивними (річки, льодовики або гори).

## Демографія
2019 року в громаді мешкало 2263 особи (+2,3% порівняно з 2010 роком), іноземців було 16,9%. Густота населення становила 185 осіб/км².
За віковим діапазоном населення розподілялося таким чином: 18% — особи молодші 20 років, 61,1% — особи у віці 20—64 років, 20,9% — особи у віці 65 років та старші. Було 976 помешкань (у середньому 2,3 особи в помешканні).
Із загальної кількості 1254 працюючих 164 було зайнятих в первинному секторі, 403 — в обробній промисловості, 687 — в галузі послуг.